# Back to Basics: Live and Down Under
Back to Basics: Live and Down Under – koncertowe DVD Christiny Aguilery, które zostało nagrane 17–18 lipca 2007 w Adelaide Entertainment Centre w Adelaide, w ramach światowego tournée artystki Back to Basics Tour.

## Lista piosenek
1. „Intro: Back to Basics”
2. „Ain’t No Other Man”
3. „Back In The Day”
4. „Understand"
5. „Come On Over (Jazz Version)”
6. „Slow Down Baby”
7. „Still Dirrty”
8. „I Got Trouble (Video Interlude)”
9. „Makes Me Wanna Pray”
10. „What a Girl Wants (Reggae Version)”
11. „Oh Mother”
12. „Enter The Circus”
13. „Welcome”
14. „Dirrty (Circus Version)”
15. „Candyman”
16. „Nasty Naughty Boy”
17. „Hurt”
18. „Lady Marmalade”
19. „Encore: Thank You (Video Interlude)”
20. „Beautiful”
21. „Fighter”

### Specjalne
- Wywiady z:
  - tancerzami
  - kostiumografem, Simone Harouche
  - fryzjerem i specem od make-upu, Stephenem Sollitto
  - muzykami
  - wokalistami chóralnymi
  - dyrektorem muzycznym, Robem Lewisem
  - Jordanem Bratmanem
  - Christiną Aguilerą

## Twórcy
- Reżyseria: Hamish Hamilton[1]
- Produkcja: Ian Stewart[1]
- Dyrektor kreatywny: Christina Aguilera[1]
- Dyrektor trasy, dyrektor sceniczny: Jamie King[1]
- Dyrektor muzyczny, aranżer: Rob Lewis[1]
- Choreografia: Jeri Slaughter[1], Jamie King
- Kostiumograf: Simone Harouche
- Charakteryzacja, fryzury: Stephen Sollitto
- Wytwórnia: Done and Dusted, Azoff Music Management Group[1]

## Listy przebojów
- Meksyk — #5[2]
- Portugalia — #19[3]
- Stany Zjednoczone — #1[4]
- Wielka Brytania — #1[5]